# Climat de Mars
Pour les articles homonymes, voir Climat (homonymie).

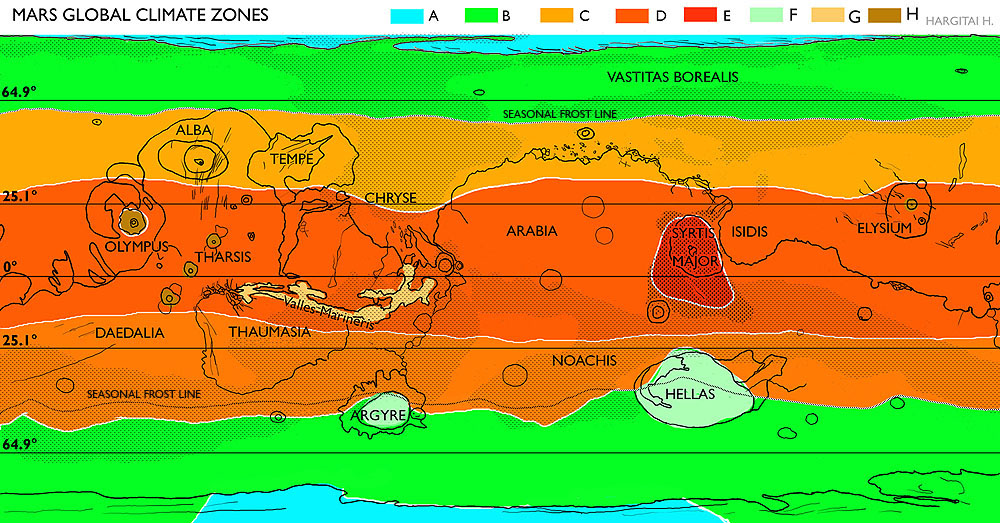
Carte montrant les différents climats sur Mars : glacial (A, couche permanente de glace), polaire (B, couvert par du givre en hiver qui se sublime en été), transition (C), tropical (D), tropical à faible albédo (E), plaines subpolaires (F, bassins), plaines tropicales (G, chasmata), montagnes subtropicales (H).

Le climat de Mars a été un sujet de curiosité scientifique durant des siècles, notamment parce que Mars est la seule planète tellurique dont la surface peut être directement observée en détail depuis la Terre, à l'aide d'un télescope.
Bien que Mars soit plus petite, sa masse représentant environ 11 % de la masse de la Terre, et plus éloignée du Soleil que la Terre, son climat présente des similitudes importantes, comme la présence de calottes polaires, des changements saisonniers et la présence de particularités météorologiques observables, attirant les planétologistes et les climatologistes. Cependant, même si le climat de Mars a des similitudes avec celui de la Terre incluant les saisons et des âges glaciaires périodiques, il y a également des différences, telle une inertie thermique beaucoup plus faible pour Mars. L'atmosphère de Mars a une hauteur d'échelle d'environ 11 km, 60 % plus importante que sur Terre. Le climat revêt une grande importance pour savoir si la vie est ou a été présente sur la planète.
Mars a été étudié par des instruments situés sur Terre depuis le XVIIe siècle, mais c'est seulement à partir de l'exploration de Mars commencée au milieu des années 1960 que des observations rapprochées ont été possibles. Les survols et les véhicules spatiaux en orbite ont fourni des données d'au-dessus, tandis que des mesures directes des conditions atmosphériques ont été transmises par un certain nombre d'atterrisseurs et de rovers. Des instruments en orbite autour de la Terre transmettent également des images de phénomènes météorologiques relativement grands.
Le premier survol martien a été effectué par Mariner 4 en 1965. Son rapide survol de deux jours a été limité en termes de contribution à la connaissance du climat martien. Les missions Mariner suivantes (Mariner 6 et Mariner 7) apportèrent d'autres informations basiques sur le climat. Les études climatiques débutèrent réellement avec le programme Viking en 1975 et se poursuivent avec des sondes comme Mars Reconnaissance Orbiter.
Ce travail d'observation est complété par un type de simulation informatique appelée le Mars general circulation model (en).

## Observations historiques
Giacomo Maraldi détermine en 1704 que la calotte polaire sud n'est pas centrée sur le pôle rotationnel de Mars. En 1719, il observe les deux calottes polaires et leur évolution temporaire de dimension.
William Herschel a été le premier à déduire la faible densité de l'atmosphère martienne dans son article de 1784 intitulé « On the remarkable appearances at the polar regions on the planet Mars, the inclination of its axis, the position of its poles, and its spheroidal figure; with a few hints relating to its real diameter and atmosphere ». Quand deux étoiles faiblement lumineuses passèrent près de Mars, il n'observa pas de diminution de leur luminosité et en conclut qu'il y avait une faible atmosphère autour de la planète,.
Honoré Flaugergues a découvert en 1809 des « nuages jaunes » à la surface de Mars. Il s'agit de la première observation connue de tempête de poussières sur Mars,. Flaugergues observa également en 1813 la réduction de la quantité de glace polaire durant le printemps martien. Son hypothèse que Mars était plus chaude que la Terre s'est révélée inexacte.

## Paléoclimatologiemartienne
Deux systèmes de datation sont utilisés sur Mars. L'un est basé sur la densité de cratères et comporte trois époques géologiques : le Noachien, l'Hespérien et l'Amazonien. L'autre est basé sur la nature minéralogique des terrains et comporte également trois époques : le Phyllosien, le Theiikien et le Sidérikien.

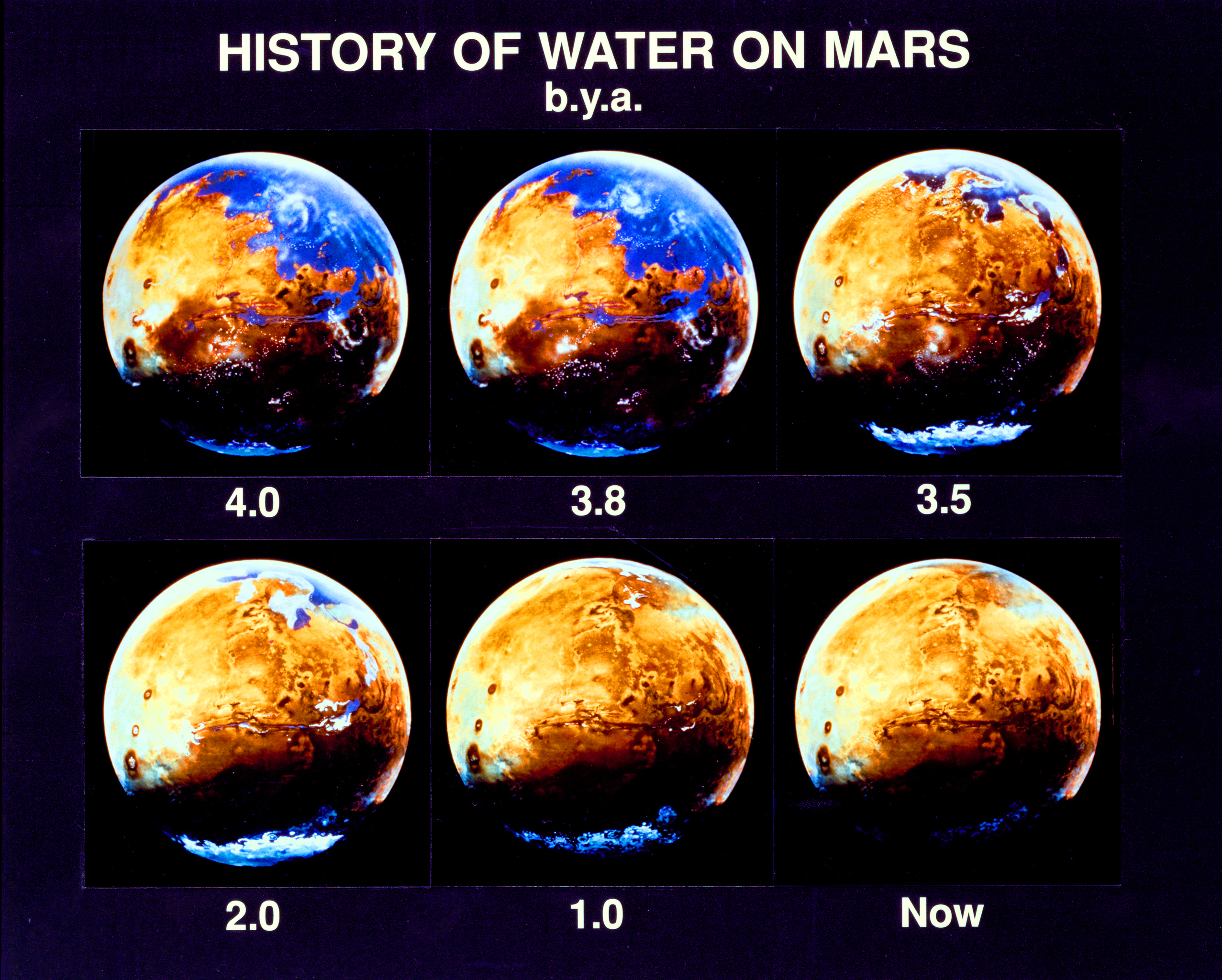
Histoire de l'eau sur Mars. Le nombre en dessous de chaque simulation indique le nombre de milliard d'années écoulé (la dernière, en bas à droite, est la situation actuelle).

De récentes observations et des modélisations ont apporté des informations sur le climat actuel de Mars mais également sur les conditions atmosphériques dans son passé. Ainsi l'atmosphère martienne noachienne a longtemps été imaginée comme riche en dioxyde de carbone. Cependant, des observations spectrales de dépôts de minéraux argileux et la modélisation des conditions de formation de ces derniers ont montré qu'il y avait peu ou pas de carbonates dans l'argile de cette époque. La formation d'argile dans un milieu riche en dioxyde de carbone est toujours accompagnée par celle de carbonates, bien que les carbonates puissent ensuite être dissous.
La découverte sur Mars de minéraux dont l'existence est directement liée à la présence d'eau liquide, incluant l'hématite et la jarosite pour Opportunity et la goethite pour Spirit indique que les conditions climatiques dans le passé lointain de la planète ont permis des écoulements d'eau libre. La morphologie de certains cratères d'impact présents sur Mars montre que le terrain était humide lorsqu'ils se sont formés. Des observations géomorphologiques des réseaux de vallées martiennes et de l'érosion des paysages indiquent également fortement des conditions plus chaudes et plus humides durant le Noachien (il y a environ 4 milliards d'années). Cependant, l'analyse chimique d'échantillons de météorites martiennes suggère que la température ambiante près de la surface de Mars est très probablement descendue en dessous de 0 °C pour les 4 derniers milliards d'années.
Certains scientifiques soutiennent que la masse des volcans du dôme de Tharsis ont eu une influence majeure sur le climat en modifiant l'orientation de l'axe de rotation de la planète. Les volcans peuvent également avoir conduit à des réchauffements par dégagement de gaz à effet de serre, ayant pour conséquence la formation de lacs ou d'océans.

## Temps

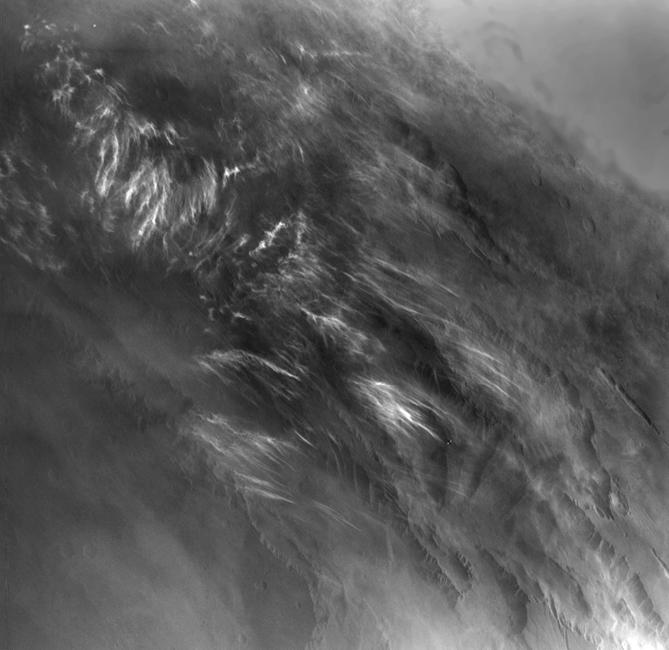
Nuages du matin au-dessus de Valles Marineris pris par l'orbiteur de Viking 1 le 17 août 1976.

Les températures et la circulation atmosphérique sur Mars varient d'année en année. Les données de Mars Orbiter Camera (en), envoyées à partir de mars 1999 et couvrant 2,5 années martiennes montrent que le temps martien est plus reproductible et donc plus prévisible que sur Terre. Si un événement se produit durant une année, à un moment particulier, les données indiquent qu'il est assez probable qu'il se répète l'année suivante, à peu près au même endroit.
Le 29 septembre 2008, la sonde Phoenix a pris des photographies de chutes de neige provenant de nuages situés à 4,5 km au-dessus de son site d'atterrissage, près du cratère Heimdal. La précipitation s'est vaporisée avant d'atteindre le sol, phénomène appelé virga.

### Nuages
Sur Mars, les nuages sont formés de glace de dioxyde de carbone et de glace d'eau. Les nuages de glace d'eau martiens sont similaires aux cirrus terrestres. Des nuages ténus de glace carbonique ressemblant aux nuages noctulescents ont également été trouvés entre 80 km et 100 km par Mars Express.

### Températures
Les mesures des températures martiennes sont antérieures à l'ère spatiale. Ainsi, les débuts de l'instrumentation et de la radioastronomie produisirent des résultats,.
Les premiers survols de sondes (Mariner 4) et plus tard des orbiteurs utilisent l'occultation radio pour effectuer des mesures d'aéronomie. À l'aide de la composition chimique de l'atmosphère déjà connue par spectroscopie, la température et la pression pouvaient être déduites. Néanmoins, les survols utilisant l'occultation peuvent seulement mesurer les propriétés de l'atmosphère le long de deux transects, à leurs trajectoires d'entrées et de sorties du disque de Mars vu depuis la Terre. Il en résulte des temps "instantanés", à un endroit particulier, à un moment particulier. Les orbiteurs augmentent donc le nombre de transects radio.
Les missions suivantes, commençant avec les survols du duo Mariner 6 et 7 et les sondes soviétiques Mars 2 et 3, transportent des détecteurs infrarouges. Mariner 9 a été la première sonde à placer un radiomètre infrarouge et un spectromètre en orbite autour de Mars, en même temps que ses autres instruments et un émetteur radio. Viking 1 et 2 ont par la suite transporté des Infrared Thermal Mappers (it) (IRTM).
Différentes valeurs des températures moyennes ont été rapportées in situ avec une valeur commune de −55 degrés Celsius (218,15 K). Les températures de surface peuvent atteindre environ 20 degrés Celsius (293,15 K) à midi à l'équateur et −153 degrés Celsius (120,15 K) aux pôles. Les températures mesurées par les atterrisseurs Viking à environ 1,5 m du sol vont de −17,2 degrés Celsius (255,95 K) à −107 degrés Celsius (166,15 K). La température du sol la plus chaude estimée par l'orbiteur Viking était 27 degrés Celsius (300,15 K). Le rover Spirit a enregistré une température maximale de l'air durant la journée et à l'ombre de 35 degrés Celsius (308,15 K) et signale régulièrement des températures bien au-dessus de 0 degrés Celsius (273,15 K), excepté en hiver.

## Propriétés et phénomènes atmosphériques

### Faible pression atmosphérique
L'atmosphère de Mars est principalement composée de dioxyde de carbone et possède une pression atmosphérique d'environ 600 pascals (Pa), ce qui est beaucoup moins que les 101 000 Pa terrestre. Une des conséquences est que l'atmosphère de Mars peut réagir plus rapidement à une énergie donnée que l'atmosphère terrestre. En conséquence, Mars est soumise à de fortes marées atmosphériques produites par la chaleur du Soleil plutôt que par une influence gravitationnelle.

### Vent

Le parachute du rover Curiosity subissant les effets du vent martien (vu par HiRISE entre le 12 août 2012 et le 13 janvier 2013).

La surface de Mars a une inertie thermique très faible, ce qui signifie qu'elle chauffe rapidement quand le Soleil brille. Les variations quotidiennes typiques de température loin des régions polaires sont de l'ordre de 100 K. Sur Terre, les vents se forment souvent dans les endroits où l'inertie thermique change soudainement, comme de la mer à la terre. Il n'y a pas de mers sur Mars mais il y a des zones où l'inertie thermique du sol change, conduisant à des vents du matin et du soir comme les brises marines sur Terre.

### Tempêtes de poussières

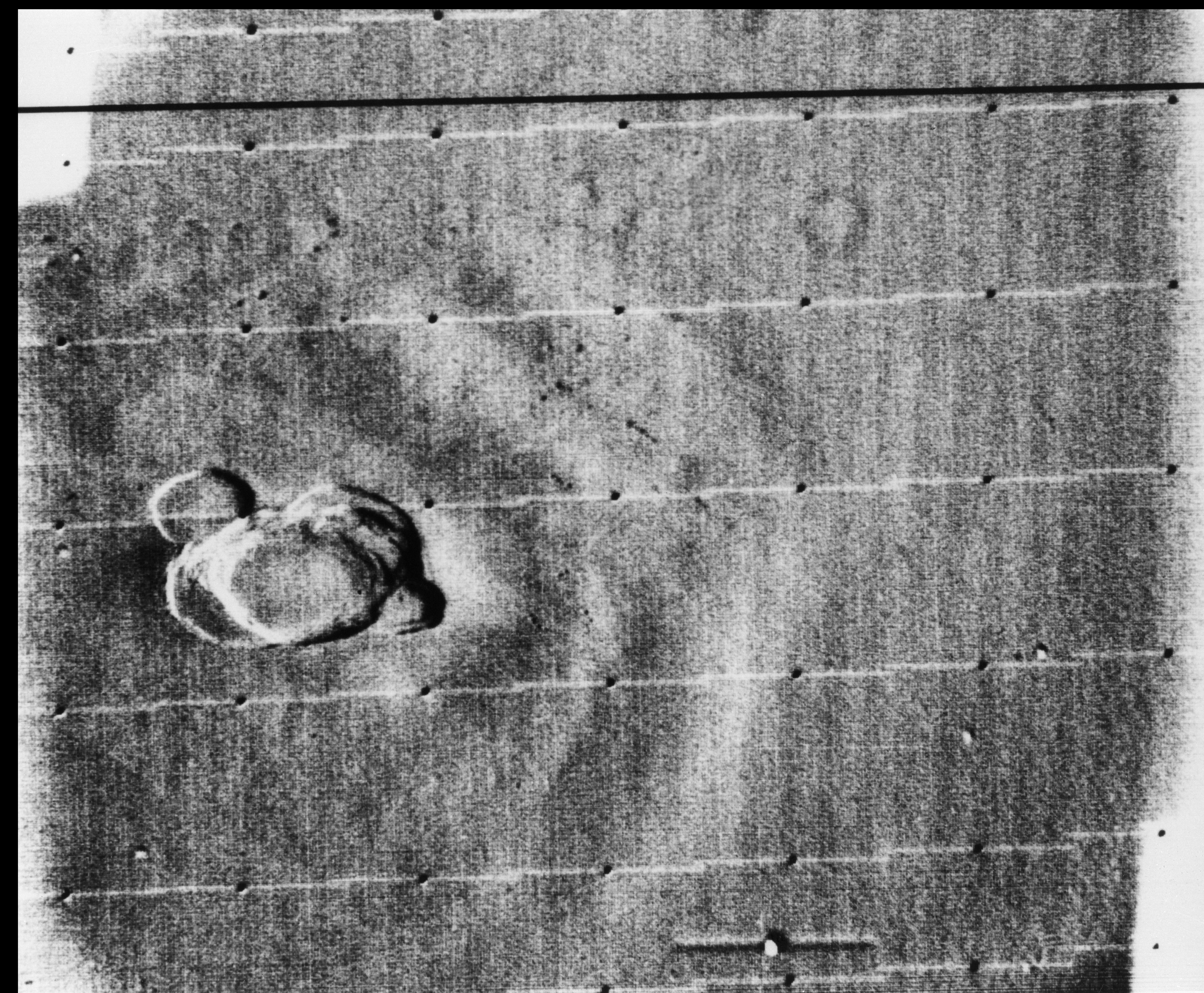
Photographie prise par Mariner 9 le 27 novembre 1971 montrant Olympus Mons au-dessus de la tempête de poussières.

Quand la sonde Mariner 9 est arrivé près de Mars en 1971, elle observa une tempête de poussières recouvrant une grande partie de la surface martienne : seul Olympus Mons dépassait des nuages de poussières.
Durant la tempête de poussières de 1977, les deux atterrisseurs du programme Viking observèrent que « durant la tempête de poussières l'atmosphère martienne devenait beaucoup plus opaque; l'amplitude quotidienne de température diminuait fortement de cinquante degrés à seulement environ dix degrés, et la vitesse du vent augmenta considérablement », bien qu'ils soient éloignés du centre actif de la tempête.
Le 26 juin 2001, le télescope spatial Hubble repère une tempête de poussières en formation, localisée dans Hellas Planitia, sur Mars. Un jour plus tard, la tempête se transforme en un événement global. Des mesures prises par le Submillimeter Wave Astronomy Satellite ont montré que la tempête avait provoqué une diminution des températures moyennes de la surface et du sommet de la tempête mais une augmentation de celles de la faible et la moyenne atmosphère. La saison suivant la tempête, une baisse de 4 kelvins de la moyenne de la température journalière atmosphérique est observée. Ce refroidissement est attribué à la déposition des poussières après la tempête, diminuant à la fois les températures de la surface et de l'atmosphère en augmentant temporairement l'albédo de Mars.

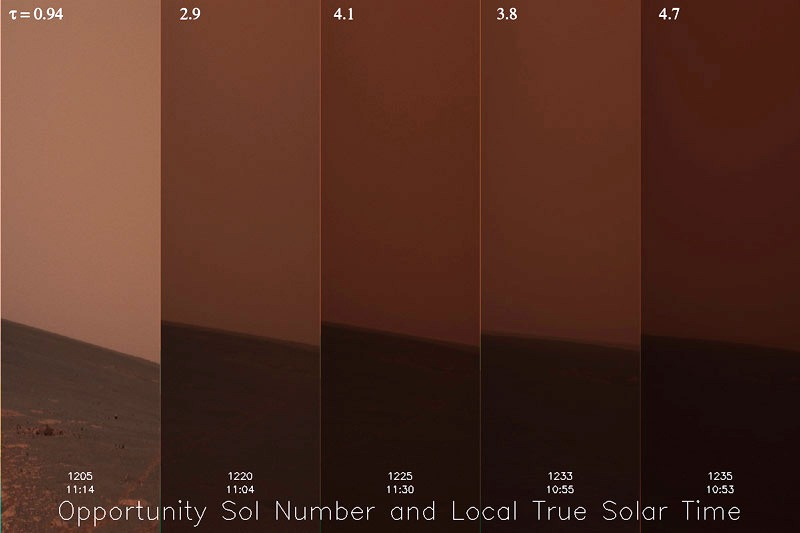
Ensemble d'images prises par Opportunity durant la tempête de 2007.

Au milieu de l'année 2007, une grande tempête de poussière menaça sérieusement la mission Mars Exploration Rover en réduisant la quantité d'énergie reçue par les panneaux solaires, nécessitant l'arrêt de nombreuses expériences en l'attente la fin de la tempête. Une autre tempête de poussières, détectée à partir du 30 mai 2018 et se développant jusqu’au mois de juillet de la même année, posa des problèmes similaires.
Les tempêtes de poussières sont plus communes durant le périhélie, quand la planète reçoit environ 40 % d'énergie solaire que durant l'aphélie. Durant l'aphélie, des nuages de glace d'eau se forment dans l'atmosphère, interagissant avec la poussière et affectant les températures de la planète.

#### Tourbillons de poussières
Des tourbillons de poussières se forment également à la surface de Mars. Ils sont plus grands que les tourbillons terrestres.

#### Saltation
Le processus de saltation géologique est un mécanisme important sur Mars, contribuant à ajouter des particules dans l'atmosphère. Des particules de sable subissant une saltation ont été observées sur le rover Spirit. Cependant, les modèles théoriques et les observations ne sont pas en accord : jusqu'à la moitié des particules subissant la saltation ne sont pas prises en compte dans les modèles. Un nouveau modèle, plus proche des observations montre que les particules subissant la saltation créée un champ électrique autour d'elles, augmentant cet effet. Ainsi les grains de poussière sautent avec des trajectoires 100 fois plus longues et plus hautes et ont des vitesses 5 à 10 fois plus élevées que sur Terre.

### Nuage boréal périodique

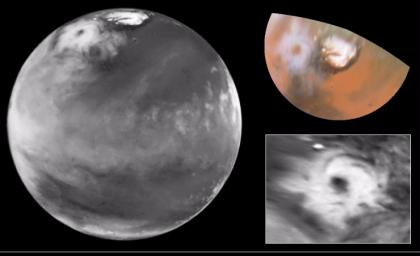
Le nuage vu le 27 avril 1999 par Hubble.

Un nuage en forme de beignet apparaît au pôle Nord de Mars, à peu près au même moment et ayant environ la même taille chaque année martienne. Il se forme dans la matinée et se dissipe l'après-midi sur Mars. Le diamètre extérieur du nuage est proche de 1 600 km et le trou intérieur ou œil a environ 320 km de diamètre. Le nuage serait composé de glace d'eau, expliquant sa couleur blanche, différente de celle des tempêtes de sable.
Il ressemble à un cyclone tropical mais ne tourne pas. Le nuage apparaît durant l'été boréal, aux hautes latitudes. Les spéculations tendent à montrer que ces tempêtes sont dues aux conditions climatiques uniques existant au pôle nord. Des phénomènes météorologiques proches des tempêtes cycloniques ont été découverts par le programme Viking mais le nuage boréal est presque trois fois plus grand. Le nuage a été détecté par plusieurs sondes et télescopes, incluant Mars Global Surveyor et Hubble,.

### Présence de méthane

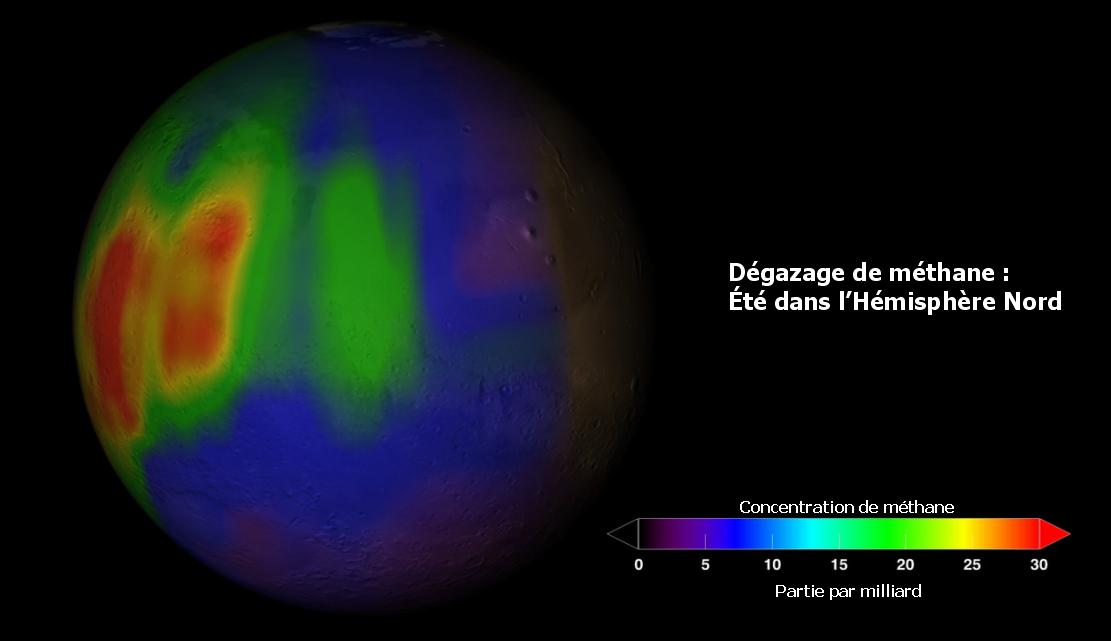
Carte de la distribution de méthane sur Mars, en été dans l'hémisphère nord.

Des quantités de méthane CH4 de quelques parties par milliard dans l'atmosphère de Mars ont été détectées pour la première fois en 2003 par une équipe du NASA Goddard Space Flight Center. Bien que le méthane soit un gaz à effet de serre, les petites quantités qui ont été découvertes sur Mars n'auraient qu'un faible effet sur le climat martien,.

### Motifs de sublimation du dioxyde de carbone

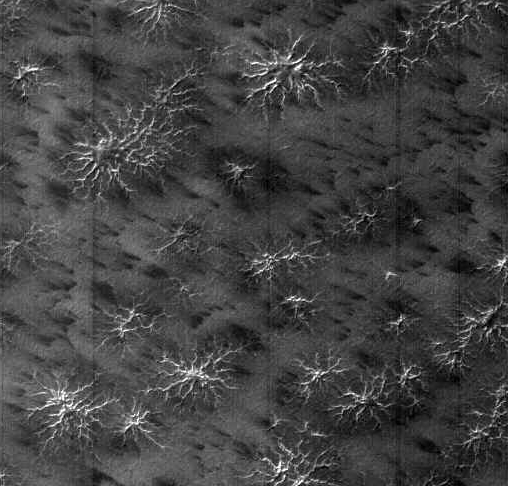
Photographie des motifs prise par Mars Reconnaissance Orbiter en 1999.

Des images issues de Mars Reconnaissance Orbiter suggèrent une érosion inhabituelle se produisant sur Mars, liée au climat particulier de la planète. Le réchauffement printanier dans certaines zones près du pôle sud de Mars conduit à la sublimation de la glace carbonique qui remonte ensuite vers le haut, créant des motifs d'érosion en forme de "toiles d'araignées",. La glace carbonique transparente se forme durant l'hiver. Lorsque le Soleil chauffe la surface au printemps, le dioxyde de carbone est vaporisée et remonte sous la couche de glace carbonique transparente. Les points faibles dans cette couche de glace conduisent à la formation de geyser de CO2.

## Montagnes

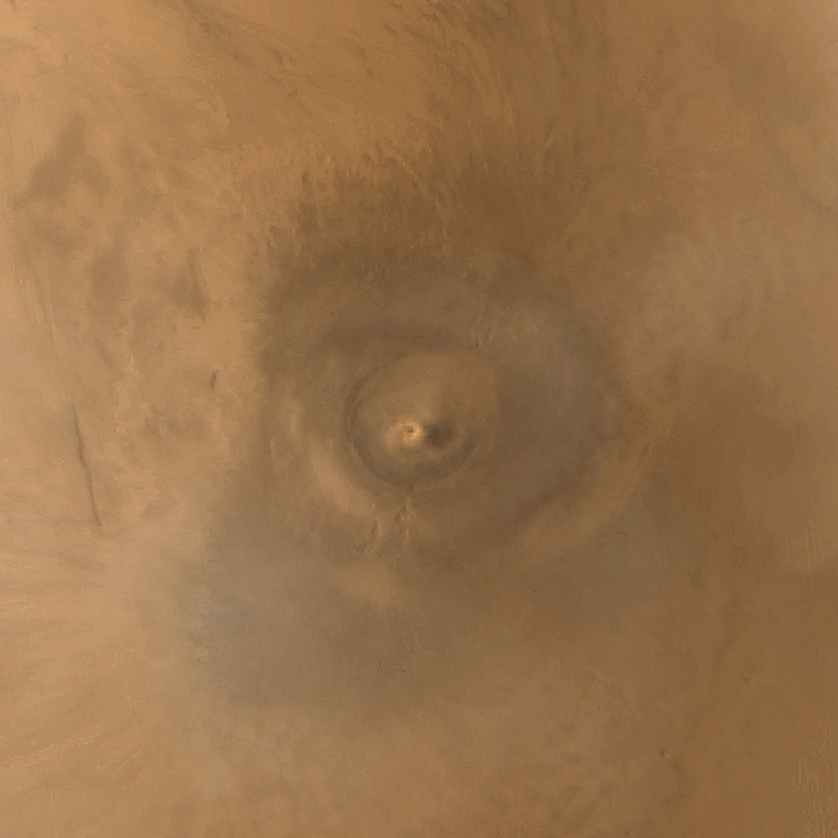
Le nuage de poussières en forme de spirale au-dessus d'Arsia Mons, le 19 juin 2001.

Les tempêtes martiennes sont significativement affectées par les grandes chaînes de montagnes. Des montagnes individuelles comme Olympus Mons (27 km de hauteur) peuvent affecter le climat local mais les grands phénomènes météorologiques sont liés aux volcans du dôme de Tharsis.
Un phénomène météorologique simple et répété impliquant les montagnes est la formation d'un nuage de poussières en spirale qui se forme au-dessus d'Arsia Mons. Ce nuage de poussières peut s'élever de 15 à 30 km au-dessus du volcan. Des nuages sont présents à proximité d'Arsia Mons tout au long de l'année martienne, avec un pic à la fin de l'été.
Les nuages entourant les montagnes martiennes subissent des variabilités saisonières. Ainsi, ceux d'Olympus Mons et d'Ascraeus Mons apparaissent durant le printemps et l'été de l'hémisphère nord, atteignant une surface totale d'environ, respectivement, 900 000 km2 et 1 000 000 km2 à la fin du printemps. Les nuages présents autour d'Alba Patera et Pavonis Mons montrent un léger pic additionnel à la fin de l'été. Très peu de nuages ont été observés durant l'hiver. Les prédictions issues du Mars General Circulation Model concordent avec ces observations.

## Calottes polaires

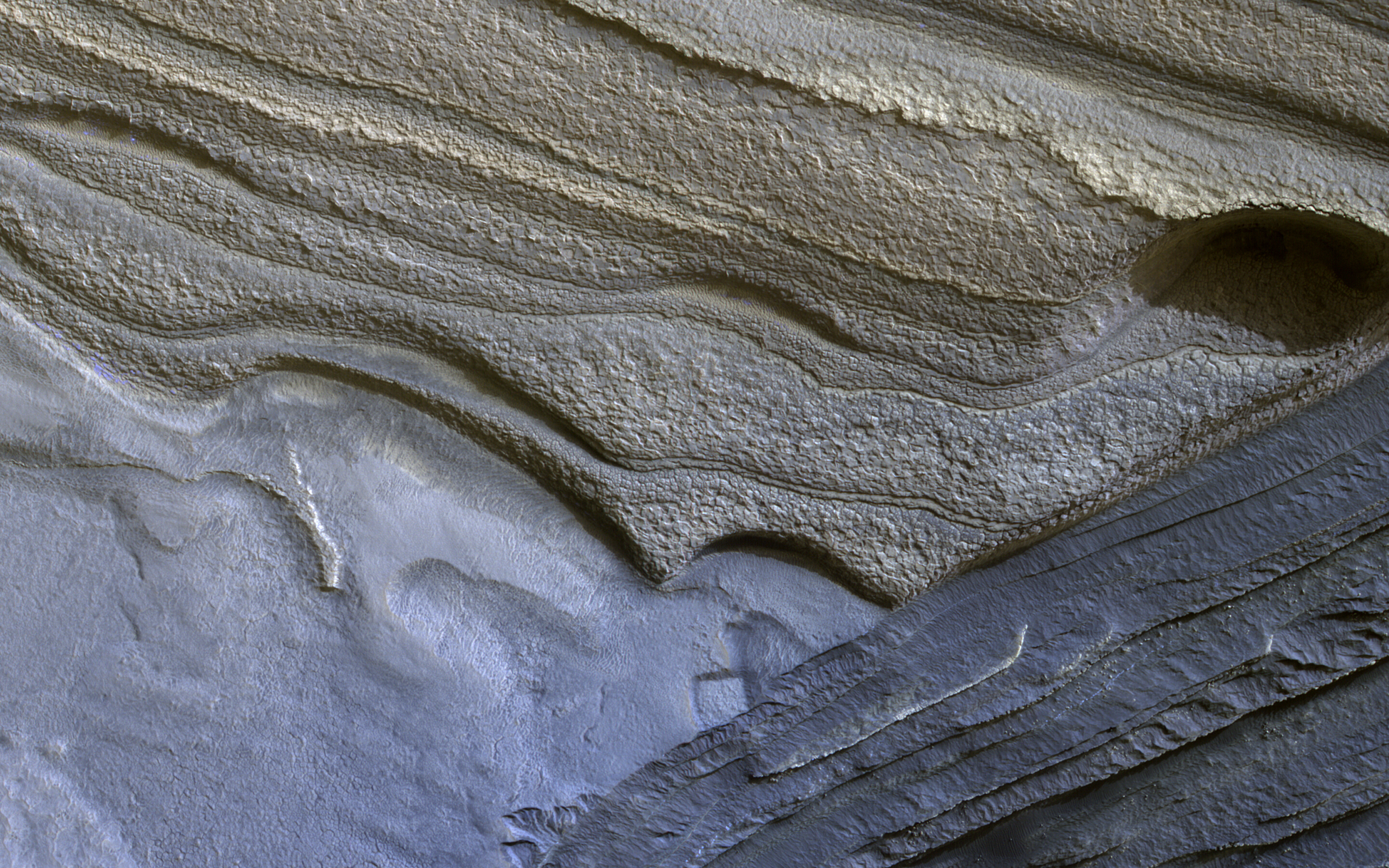
Couches de glace d'eau au pôle nord.

Mars possède des calottes polaires à son pôle nord et son pôle sud qui sont principalement constituées de glace d'eau. Cependant, de la glace de dioxyde de carbone (glace sèche) est présente à leur surface. La glace sèche s'accumule dans la région polaire nord (Planum Boreum) en hiver seulement, se sublimant complètement en été alors que la région polaire sud a une couche de glace sèche permanente atteignant jusqu'à huit mètres. Cette différence est liée à la plus haute altitude du pôle sud par rapport au pôle nord.

## Vent solaire
Mars a perdu la plupart de son champ magnétique il y a environ 4 milliards d'années. En conséquence, le vent solaire et le rayonnement cosmique interagissent directement avec l'ionosphère martienne, laissant l'atmosphère plus fine qu'elle ne le serait sans l'action du vent solaire. Ainsi, Mars perd environ 100 grammes de son atmosphère par seconde.

## Saisons
Mars possède une obliquité d'environ 25,2°. Cela signifie qu'il y a des saisons sur Mars, comme sur Terre.

## Variation climatique polaire

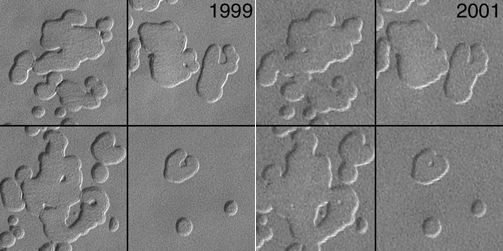
Comparaison de photographies du pôle sud de Mars prises en 1999 et en 2001 par Mars Global Surveyor.

Depuis 1999, le satellite Mars Global Surveyor a observé des formations appelées swiss cheese features (en) au pôle sud de Mars, qui s’agrandissent de 3 mètres par an en raison de la sublimation du dioxyde de carbone. Ce phénomène, observé jusqu’en 2005, pourrait indiquer une variation climatique locale. Des hypothèses avancent que cette évolution résulte d’une instabilité climatique locale liée à la topographie, à une variation de l’albédo ou à une augmentation de la poussière atmosphérique. Ces explications restent débattues, et certains scientifiques évoquent plutôt des facteurs orbitaux ou solaires.